# Naucalpan
Naucalpan, vagy hivatalos néven Naucalpan de Juárez, város Mexikóban, Mexikó 12. legnépesebb városa. A Naucalpan név a navatl nyelvből származik, és azt jelenti, hogy "a négy városrész helye" vagy "négyház". A México nevű mexikói állam legiparosodottabb városa. Arról ismert, hogy szomszédjával, Huixquilucannal México állam egyik legnagyobb gazdasági beáramlásával rendelkező települése. Mexikóváros, Mexikó fővárosának közelében helyezkedik el. Nagyobb problémái többek között a szegénység, a bűnözés és a vízhiány.

## Történelem
A mexikói-völgyet, amelyen Naucalpan is található, több, mint 20 ezer éve lakják. A város története a Tlatilca nevű csoporttal kezdődik, akik a Hondo folyó partján telepedtek le i.e 1700 és 600 között, a mai Naucalpan és környező területén. Nagy hatással volt Tlatilcára is a Teotihuacai civilizáció. Ekkoriban épült a Pyramid del Conde. 1521-en Tenochtitlan elesésével a terület spanyol ellenörzés alá került. A bennszülött népek evangelizálását ferencesek végezték, ők építettek fel a területen számos történelmi templomot. A terület a gyarmati időkben fontos volt az építőkő, homok és kavics bányászatában. 1826-ban önálló önkormányzat lett. A terület iparosítása a Hilados és a Tejido de Rio Hondo gyár megalapításával. A Toreo de Cuetro Caminos épületét 1947-ben avatták fel, ami a város ikonjává vált, azonban 2009-ben lebontották, hogy helyet adjon egy kereskedelmi komplexumnak. Naucalpan 1957-ben kapta meg a város rangot. Naucalpan 1975-re Mexikó egyik legiparosodottabb városává vált.

## A város
Iparának növekedése miatt Mexikó egyik legfontosabb városa, az élelmiszerektől a textíliákig mindenfélét gyártanak itt. A település Mexikóváros agglomerációjában helyezkedik el. A város részt vesz a "Hoy No Circula" programban, amely szabályozza a magánautók használatát Mexikóvárosban és néhány másik területen a hét folyamán. Altalaja súlyosan szennyezettnek minősül, főként a hulladéklerakók, az altalaj túlszivattyúzásai és a kisvállalkozások (pl. téglagyárak, éttermek) higiéniai és környezetvédelmi törvényeinek megsértése miatt. A légszennyezettségért azonban 70%-ban az autók felelősek. A környezetvédelmi szigorításokat hoztak létre, de ennek az lett a következménye, hogy a törvényszegő cégek, áttelepültek az ország más területeire.  A városon több főút található, melyek összekötik Mexikóvárossal és az agglomeráció más településeivel. A nemrégiben épített Viaducto Bicentenario autópálya, amely Mexikóvárost és nyugat México államot köti össze, Naucalpanon megy keresztül. Előrejelzések szerint ezeknek az utaknak az építése, megváltoztatja a város tájképét, olyan projekteket vonzva, mint például irodaházak építése és kereskedelmi központok létrehozása. Számos projekt már folyamatban van. Naucalpan erősen függ az autós és motoros forgalomtól. Próbálkoztak arra, hogy az emberek kerékpárral közlekedjenek, de ezek a próbálkozások kudarcba fulladtak. 
A város egyik jellegzetes területe a Ciudad Satélite a jellegzetes Torres de Satélite szoborral. További látnivalók közé tartozik a Cerro Moctezuma, a Villa Alpina, a Conde y Tlatilco piramis, egy mexikói szentély a városközpontban és a Naucalpan Múzeum. A gyarmati időszakból származó történelmi építmények közé tartozik a Caracoles, az Aqueduct, a Santa Cruz-híd, a Los Remedos-szentély boltívei, a San Luis Tlatilco-plébánia. A város központjában található a Tlatilca Kultúra Múzeuma.A Naucalli park 43 hektáros területet foglal el, amely egy fákkal és növényzettel teli terület. Emellett szabadidős és sportlétesítményeket is tartalmaz. A város számos felsőoktatási intézmény kampuszának ad otthont.

## Gazdaság
A településen sok kis- és középvállalkozás működik, mint például gyógyszerészeti laboratóriumok, alkatrészüzletek, vegyipari és textílgyártó gyárak. Naucalpan és szomszédja Ecatepec México állam lakosságának 19%-át és bevételének 22%-át teszik ki.

## Időjárás
A város éghajlatára az óceáni szubtrópusi hegyvidéki éghajlat mondható. Az év átlagos maximum hőmérséklete 24 celsius fok, átlagos minimum hőmérséklete, pedig 9 Celsius fok.